# 苏提藻属
苏提藻属（学名：Schuettiella）是尖甲藻科下的一个属。

## 下属物种
本属包括以下物种：
- 帽状苏提藻 Schuettiella mitra (F.Schütt) Balech